# Emily in Paris

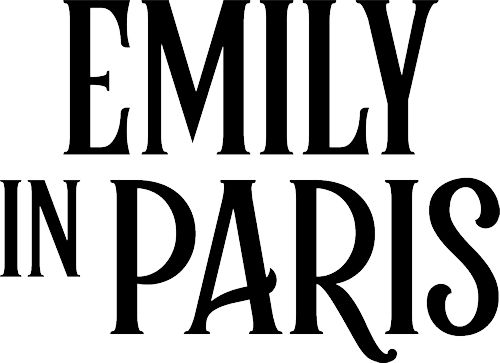

Emily in Paris är en amerikansk drama- och komediserie för TV vars första säsong hade premiär på Netflix den 2 oktober 2020. Andra säsongen hade premiär den 22 december 2021 och den tredje säsongen den 21 december 2022. Seriens fjärde säsong hade premiär på samma kanal 15 augusti 2024. Serien är utvecklad av Darren Star som också svarat för manus tillsammans med bland andra Sarah Choi och Raina Morris. Seriens tre första säsonger har bestått av tio avsnitt vardera. Produktionen av den femte säsongen startade i maj 2025. Filmandet inleddes i Rom.

## Handling
Serien kretsar kring 29-åriga marknadsföringschefen Emily Cooper som lämnar USA och Chicago för ett drömjobb i Paris. Hennes uppdrag är att ta fram pr-byråns nya strategi för sociala medier, vilket bäddar för kulturkrockar både på jobbet och på fritiden.

## Rollista (i urval)
- Lily Collins - Emily Cooper
- Philippine Leroy-Beaulieu - Sylvie
- Ashley Park - Mindy Chen
- Lucas Bravo - Gabriel
- Samuel Arnold - Julien
- Bruno Gouery - Luc
- Camille Razat - Camille
- William Abadie - Antoine Lambert
- Lucien Laviscount - Alfie
- Kate Walsh - Madeline